# Hundred (Virginie-Occidentale)
Pour les articles homonymes, voir Hundred (homonymie).
La ville de Hundred est située dans le comté de Wetzel, dans l’État de Virginie-Occidentale, aux États-Unis. Lors du recensement de 2010, sa population s’élevait à 299 habitants.

## Histoire
La ville doit son nom (« cent » en français) à Henry Church, surnommé Old Hundred et mort à l'âge de 109 ans en 1860,. Elle est la seule localité à porter ce nom dans tous les États-Unis.

## Galerie photographique

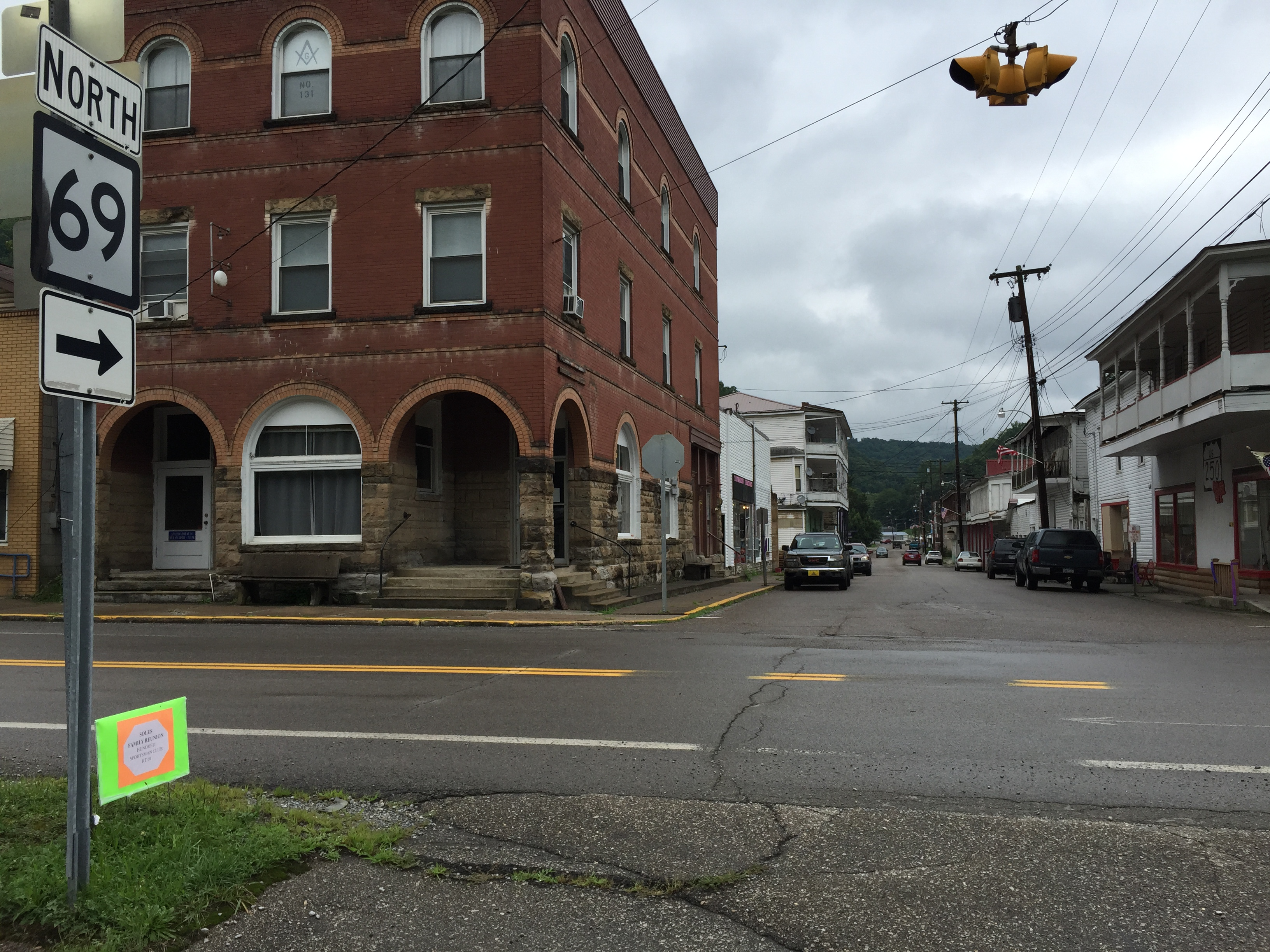
Hundred en 2017
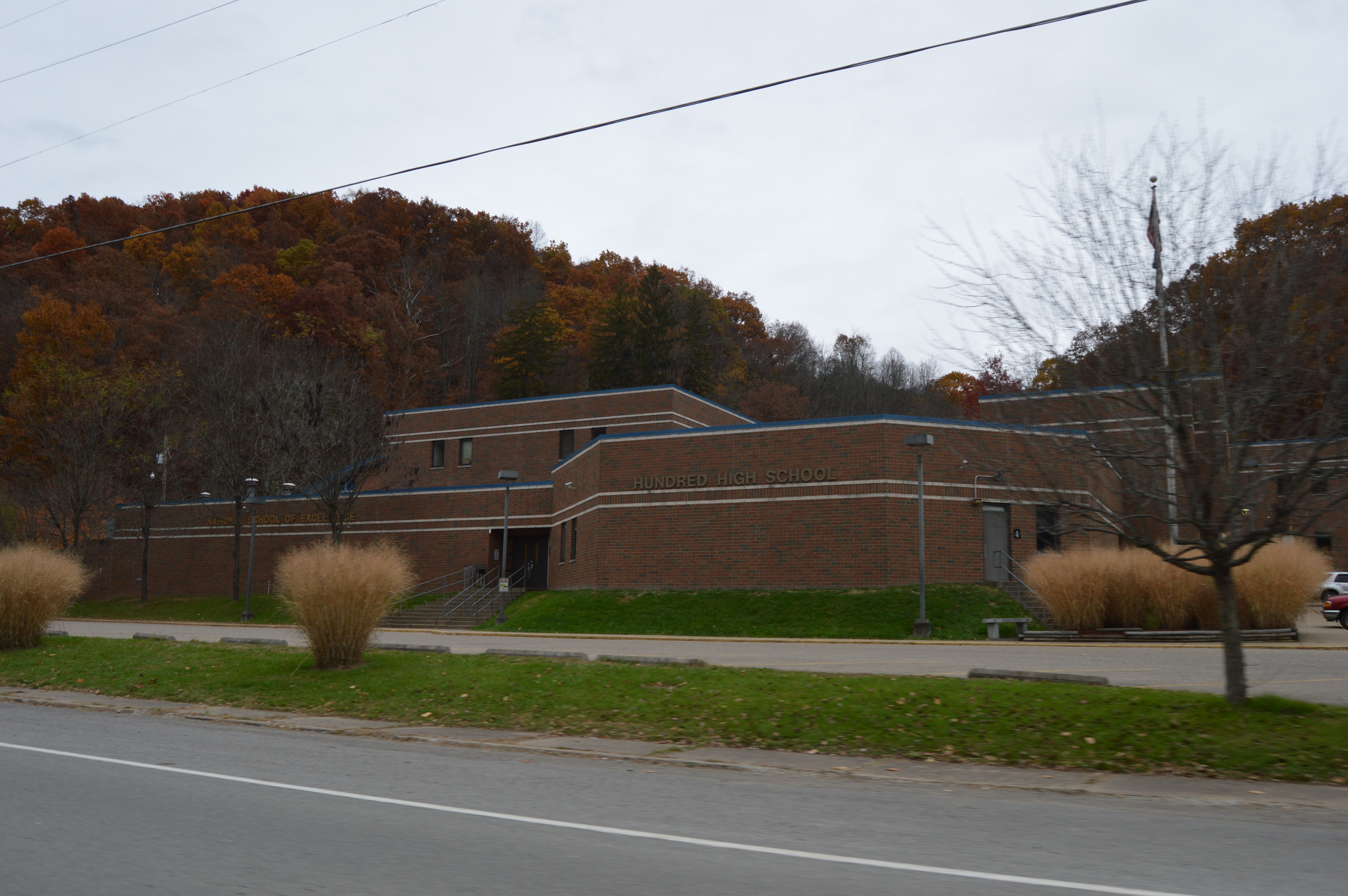
Le lycée de Hundred
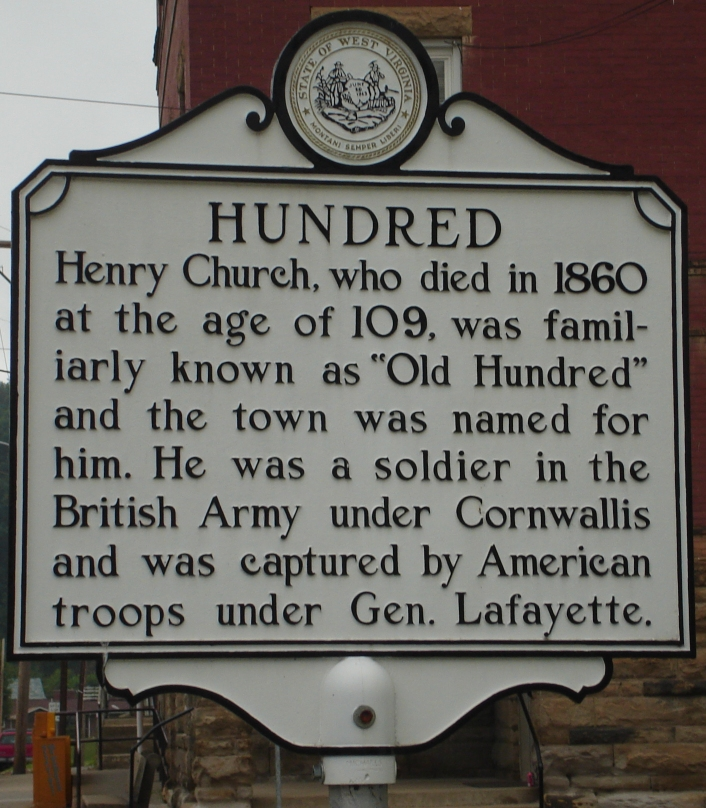